# Glycosylering
Glykosylering eller glycosylering er et sammenfattende udtryk, der dækker den kemiske og biokemiske syntese af glykokonjugater, molekyler - ofte makromolekyler - der indeholder en kulhydratdel. Glykosylering, inklusivt beskrivelse af de glykosylerende enzymer, indtager en stor plads i glykobiologien.
Normalt opfattes glykosylering som posttranslationelle modifikationer, og derfor betragtes mange biokemisk vigtige molekyler: DNA, RNA, ATP, cAMP, cGMP og NAD+, der alle indeholder en væsentlig kulhydratdel, ikke som glykosylerede.

## Eksempler på glykosylerede molekyler
Prominente eksempler på glykokonjugater er
- Glykoproteiner
  - blodproteinerne, som f.eks. immunglobulinerne
  - membranproteiner, som f.eks. receptorer og NCAM
- Glykolipider som blodtypemolekyler og bakteriernes lipopolysaccharid, LPS eller endotoxin
- Glykosider 
  - Steviolglykosiderne (naturligt sødestof)
  - Anthocyaninerne (planternes røde og blå farvestoffer)
  - Alkaloider som solanin

## Glykoproteinsyntese
Glykoproteiner syntetiseres af ribosomer bundet til det endoplasmatiske reticulum, og i lumen af endoplasmatisk reticulum påhæftes en blok af kulhydrater, der er syntetiseret af proteiner i det endoplasmatiske reticulums membran. Det påhæftede oligosaccharid er det såkaldte precursor oligosaccharid, der består af to enheder N-acetylglukosamin, 9 enheder mannose og 3 enheder glukose. Dette oligosaccharid bindes til sidekæden af en asparaginrest i polypeptidet, og derefter trimmes en del af kulhydratenhederne væk, så der kun er den såkaldte core glycosylering tilbage; den består af de to enheder N-acetylglucosamin samt tre af mannose-enhederne. 
Videre glykosylering, kaldet terminal glykosylering, finder sted i Golgiapparatet. Golgi-apparatet er også det organel hvor de fleste glykoproteiner sorteres og sendes til deres destination. Lysosomale enzymer er f.eks. markeret med mannose-6-fosfat. Extracellulære glycoproteiner har ofte sialinsyre som sidste led i kulhydratkæderne. Ofte finder man glycoproteiner med lidt forskel i kulhydratstrukturen; dette fænomen kaldes mikroheterogenicitet; de forskellige mikroheterogene former kaldes for glycoformer.

## Glykolipidsyntese
Glykolipider findes på ydersiden af alle eukaryote celler. Kulhydratstrukturen bestemmes af enzymerne glycosyltransferaser, der føjer kulhydrat på lipiddelen, og glycohydrolaser, der efterfølgende modificerer glykandelen. På overfladen af cellen fungerer glykolipidene som receptorer for bl.a. mediatorer, hormoner, lectiner og andre celler. Glykolipidene fungerer også  som stabilisatorer af cellemembranen.

## Glykosidsyntese
Tekst mangler, hjælp os med at skrive teksten

## Eksterne links og henvisninger
1. ↑  Forskere finder årsag til kræftcellers hurtige vækst. Videnskab.dk 2013

- Karakterisering af protein glycosylering og dets effekt på enzym funktion. Syddansk Universitet Arkiveret 27. september 2013 hos  Wayback Machine
- Hvad er en medfødt lidelse af Glycosylering? Kendskab til sygdom Arkiveret 28. september 2013 hos  Wayback Machine
- Medfødt lidelse af glycosylering. Klinikmedicinsk.com Arkiveret 1. oktober 2013 hos  Wayback Machine